# Philippe Herwyn
Philippe-Jacques Herwyn (Hondschoote, 13 juni 1750 - Veurne, 23 maart 1836) was een Frans-Zuid-Nederlands edelman.

## Levensloop
Als zoon van de burgemeester van Hondschoote, Augustin Herwyn (1709-1777), en van Marie-Cornélie Van Loo, behoorde Philippe Herwyn tot de notabelen van Frans-Vlaanderen.
Hij trouwde eerst in Poperinge met Marie de Rue de Lindhof en in 1800 in Brugge met Anne-Marie de Pruyssenaere de la Woestyne (1756-1835), de weduwe van Henri le Gillon. Met zijn eerste vrouw had hij een zoon, Philippe-Jacques Herwyn de Nevele (1779-1814), burgemeester van Moere, die vóór zijn vader overleed, na met zijn echtgenote Charlotte van der Meersch de Nevele (1776-1845) voor nageslacht te hebben gezorgd.
Samen met zijn broer Pierre Herwyn ondernam Philippe het droogleggen van de moeren. Een eerste onderneming legde tussen 1780 en 1787 ongeveer 1500 ha droog. Vanaf 1800 hernam hij deze activiteit, omdat door oorlogsvernielingen een groot gebied opnieuw was ondergelopen. Dit leverde hem en zijn broer een onderscheiding op vanwege de Société d’agriculture de la Seine. Het bracht hen meteen een aanzienlijk onroerend patrimonium op.
Herwyn werd onder het Directoire voorzitter van de administratie van het Leiedepartement en onder het Consulaat onder-prefect van Veurne en voorzitter van het Kiescollege van het departement. In 1807 werd hij door het Leiedepartement afgevaardigd in het Keizerlijk Wetgevend Lichaam, een mandaat dat in 1813 werd vernieuwd.

## Empireadel
Er werden geen leden van dit lichaam tot baron d'Empire gepromoveerd. Toen dit in 1812 voor hem wel het geval was, werd als motief zijn lidmaatschap van het kiescollege van het Leiedepartement vermeld. Men mag aannemen dat hij zijn verheffing aan zijn broer Pierre Herwyn te danken had. Hij slaagde er anderzijds niet in, ondanks talrijke eerbiedige sollicitaties en niettegenstaande de vele tussenkomsten van zijn broer, in het Legioen van Eer te worden opgenomen. Deze decoratie kreeg hij pas na de Restauratie, in 1818.
Zoals zijn broer, bleef Philippe Herwyn na 1814 Frans staatsburger. Op 16 november 1816 werd zijn adellijke status door koning Lodewijk XVIII van Frankrijk bevestigd en zijn baronstitel overdraagbaar gemaakt bij eerstgeboorte. Hij beheerde voortaan voornamelijk zijn uitgestrekte eigendommen en woonde alternerend in zijn buitenverblijf in Veurne en in een herenhuis in de Koeisteertstraat in Brugge.

## Nageslacht
Zijn kleinzoon Napoleon-Diodore Herwyn (Veurne, 1807 – 1892), gehuwd met Charlotte-Louise Ollevier (Veurne, 1811-1880), koos voor de Belgische nationaliteit en bekwam in 1853 adelserkenning en een overdraagbare baronstitel. In 1891, vlak voor zijn dood, kreeg hij zelfs een overdraagbare grafelijke titel, met het argument dat zijn Franse neef Napoleon, zoon van graaf Pierre Herwyn, ongehuwd en kinderloos was gestorven.
Een zoon van Napoleon-Diodore, graaf Gustave Herwyn (Veurne, 1843 – Sint-Andries, 1929), werd afgevaardigd bestuurder van de Banque Générale de la Flandre Occidentale. Hij trouwde opeenvolgend met Marie van Vossem (1850-1869), met wie hij een dochter had, en met Augusta Vandenbroucque (1847-1900), met wie hij vijf dochters had. Hij speelde een rol in Brugge, in de schoot van de Edele Confrérie van het Heilig Bloed, als vernieuwer van de Heilig Bloedprocessie, naar aanleiding van de jubelprocessie in het jaar 1900.
Zijn broer Edouard Herwyn (1851-1934) had een zoon, Auguste Herwyn (1884-1925), die nog voor zijn vader overleed. De familie stierf uit in 1985, bij de dood van de jongste dochter van Edouard, Laure Herwyn (1888-1985).